# Капрая
Капра́я (итал. Capraia, лат. Capraria) — остров Тосканского архипелага (Италия). На острове расположена коммуна Капрая-Изола.

## География
Название острова происходит от лат. capra — «козёл». Площадь — 19 км² Находится в 30 км к востоку от северной оконечности острова Корсика, мыса Капо-Бьянко, от которого отделён Корсиканским проливом; в 32 км северо-западнее острова Эльба. По происхождению вулканический остров, наивысшая точка — 447 м. Капрая — третий по величине остров в Тосканском архипелаге и самый западный из островов архипелага.

## История
В 1527 году остров перешёл во владение Генуи и был хорошо укреплён. В 1796 году ненадолго был оккупирован английским флотоводцем Горацио Нельсоном.
Позже на острове находилась сельскохозяйственная штрафная колония, закрытая в 1986 году. Бо́льшая часть территории острова включена в Национальный парк Тосканского архипелага.

## Экономика
Производство вина, добыча анчоусов.

## Достопримечательности
Замок Сан-Джорджо (San Giorgio, XV век), церковь Сан-Никола (San Nicola).

## Галерея
- Замок Сан-Джорджо
- Церковь Сан-Никола
- Вид на Капраю